# Pedro Gonçalves
Pedro António Pereira Gonçalves (ur. 28 czerwca 1998 w Vidago) – portugalski piłkarz występujący na pozycji pomocnika w portugalskim klubie Sporting CP oraz w reprezentacji Portugalii. 
W trakcie swojej kariery grał także w takich zespołach jak Wolverhampton Wanderers oraz Famalicão.